# アンブレラ (バイオハザードシリーズ)

アンブレラ社のエンブレム

アンブレラ (Umbrella) は、テレビゲーム『バイオハザードシリーズ』をはじめ、これを原作としたさまざまな作品に登場する架空の企業である。劇場版の日本語字幕ではアンブレラ社とも表記される。
本項ではバイオハザードシリーズの登場人物に倣い、シリーズ各作品を略記している。

## 概要
薬品開発部門を持つ国際的ガリバー企業である。社名は「傘で人類を庇護する」から由来するもので、社訓は「人々の健康を庇護する」。社章も社名に因んだ「赤と白の傘」。
表向き製薬企業と装うことで裏での生物兵器開発を容易にし、これを大きな資金源として表裏の両マーケットを掌握する形で企業活動を続け、巨大多国籍企業に発展した。政界にも太いパイプを持ち、法規などの改正、他社や政財界への二重スパイ活動なども手掛ける。また、独自に準軍事組織の特殊戦闘部隊 (U.B.C.S.) や保安警察 (U.S.S.) や証拠隠滅部隊（掃除屋）、下請けの民間軍事会社を保有しており、有事の際には即座に対応している。
製薬部門
一般的には、大手製薬会社として活動する表の顔の方が認知度が高い。業界シェアはNo.1で、それを謳い文句としている。求人広告では信条・性別・人種を一切問わないなど平等主義を標榜し、業務管理者や配達員などの募集を幅広く行なっているが、実際には一部の研究員や経営陣をはじめとした幹部社員を除いて社員たちの待遇は劣悪で、違法な人体実験や社内で開発された生物兵器のテスト運用の実験台とすることもいとわないなど、モルモット同然に扱われている。平等主義を装った公平な求人募集も、生体実験の素体確保という目的が含まれている。
商品としては『ADRAVIL』（創傷に使用する軟膏）、女性に人気の『AQUA CURE』（詳細は不明）、『Safspin』（瓶入りの錠剤で、一般的な家庭薬）が『3』で確認されている。また、医薬品以外にも、各種医療機器などを製造・販売している。
兵器開発部門
社内には、U.B.C.S.やU.S.S.向けの対B.O.W.兵器開発の専門部署が存在する。主な業務内容は既存の銃器・兵器などのカスタムであるが、独自の対B.O.W.兵器の研究・開発も行っている。同部門の開発した兵器には、『2』で登場した火炎放射器、『3』のマインスロアーなどがある。それ以外では、暴走したタイラントを食い止めるために出動したU.B.C.S.1個小隊30名が全滅した事件を教訓に、U.B.C.S.の武装では対処が難しいB.O.W.対策として開発された、S&W M29の改良版「アンブレラ マグナムリボルバー」などがある。同銃は、『0』で使用できる。
アンブレラ崩壊後に再建された新生アンブレラにも兵器開発部門が存在するが、こちらでは対バイオテロを目的とした運用がなされている。新生アンブレラ内では生前のアルバート・ウェスカーにより行なわれていたB.O.W.研究のデータを発見し、新生アンブレラの責務である「負の遺産」の回収に有効であるとの判断から、これらのデータを基にした『アルバート.W.モデル』シリーズを開発している。
上記の設定は東京マルイとのコラボレーション企画にて明かされており、実際にエアガンとして商品化されている。2017年現在は以下のモデルの存在が明かされており、これらは『7』のDLC『NOT A HERO』にて登場した。
- アルバート.W.モデル01 ハンドガン "サムライエッジ"
- アルバート.W.モデル02 ショットガン "トールハンマー"

### 会社概要
設定では、企業理念は｢人々の健康を庇護する｣という事業理念を元に「医薬品や健康補助食品、日用雑貨品に至るまで人々の生活を守るため様々な商品を展開すると共に、人々の生活改善に向けた様々な事業を展開している」としている。また、人種や地域を問わない幅広い採用と活動を営んでおり、「アンブレラ社が守るものは特定の人、地域ではありません」としている。採用については第三者への口外は禁じられており、家族や友人なども含まれ、一切の例外は認められないものとされている。
業務上知り得た秘密情報についても一切の口外を禁じられている。｢規律・服従・忠誠｣はアンブレラの全社員に対する指針であるため、一切が逆らえない状態となっている。

## 歴史
創業者は世界的大富豪のオズウェル・E・スペンサー、名門貴族のエドワード・アシュフォード、生化学者のジェームス・マーカスの3人である。スペンサーら3人は1966年12月に新型RNAウィルス「始祖ウィルス」を発見し、これを利用してB.O.W.を開発することで軍需産業を独占することを考えたスペンサーは、友人のマーカスに起業の話を持ちかける。1968年には製薬会社と偽って3人で同社を共同設立したが、同年にエドワードは始祖ウィルスに感染して死亡する。
その後、スペンサーは会社の運営に注力し、幹部を養成するためにマーカスをアンブレラ幹部養成所の所長に任命する。マーカスは始祖ウィルスの研究に注力する一方、スペンサーの社内発言力の増大に不満を持っていた最中の1978年、T-ウィルスの開発に成功する。マーカスはこの成果によって社内で優位な立場に立てることを確信していたが、スペンサーはラクーンフォレストに新設したアークレイ研究所にT-ウィルスの研究事業を移管させ、マーカスを自身の私利私欲のために利用し尽くすと、1988年に彼の腹心3人のうち2人（アルバート・ウェスカーとウィリアム・バーキン）にマーカスを暗殺させ、これと同時にアンブレラ幹部養成所は閉鎖される。
一方、アークレイ研究所ではT-ウィルスの研究が順調に進み、B.O.W.の開発にも着手している。その後の10年間でアンブレラは大きく成長し、1998年には北米・欧州・南極の3地域を主な拠点とする。また、スペンサーは10年前に閉鎖した自社の幹部養成所を有効活用できないかと考え、調査隊を2度にわたって送り込ませる。
アンブレラの違法な研究をアメリカ合衆国連邦政府は把握していたが、国自体がアンブレラの最大の顧客であるために表立って処罰できず、また、アンブレラはその膨大な資産を用いて多くの有力政治家とも癒着していた為に黙認していた。1998年、ラクーンシティで大規模なバイオハザードが発生。アンブレラからラクーン市民を隔離するように働きかけられたアメリカ政府は、アンブレラとの関係を隠蔽するため、滅菌作戦との名目でラクーンシティを核攻撃によって消滅させる。
しかし、ラクーンシティを脱出した者の証言や数々の証拠などにより、アンブレラの非合法活動は世間に露呈する。この事態を憂慮したアメリカ合衆国連邦政府から操業停止命令を受けたアンブレラは連邦政府を相手に提訴し、1998年から2003年にかけて裁判は続いた。2003年にはロシアのコーカサス研究所でB.O.W.の開発を行なうが、ロシア連邦政府が主導となって設立された私設対バイオハザード部隊（BSAAの前身）によってそれらも壊滅に追い込まれたうえ、ウェスカーの暗躍によってアンブレラ幹部セルゲイ・ウラジミールが死亡したところに、始祖ウィルスの研究をはじめとした各種ウィルスやB.O.W.研究のデータを証拠として提出されたことが決め手となり、アンブレラは裁判で全面敗訴する。それによって株価の大暴落が起こると同時に、企業的信用性が大きく失われたアンブレラが2004年には事実上の廃業に追い込まれて倒産し、スペンサーは2006年に欧州某所の自邸でアルバートによって抹殺される。
倒産後、アンブレラが擁していた各種生物兵器はその製造技術と共に｢負の遺産｣として闇に流出して世界各地のテロや紛争などで乱用され、クリスやレオンをはじめとする主人公たちはバイオテロ根絶のために戦い続けることになる。

## 私設部隊

### U.B.C.S.
Umbrella Bio Hazard Countermeasure Service （アンブレラ バイオハザード対策部隊）の略。部隊編制の大部分を傭兵で占めた非正規部隊。アンブレラの自社開発したウィルスやクリーチャーなどによる災害・事件・事故や、アンブレラに対する企業テロなどに対処させる名目で組織されており、緊急事態が発生した場合には汚染地域へ真っ先に派遣される。設立に至った経緯は、開発中のB.O.W.がフィールドテストの最中に暴走して研究員に多数の死傷者が出たり、施設や実験機材が破壊される事件が多々発生したため、制御不能に陥ったB.O.W.を鎮圧するべく同部隊の設立が計画された。なお、生存者や目撃者などの身柄確保や、証拠類の隠滅なども任務としており、B.O.W.の暴走による被害もU.B.C.S.の活躍で減少していたが、ラクーンシティへ投入された部隊は、B.O.W.などとの戦闘データを得るためのモルモット部隊としての意味合いが強い。任務の内容から危険性が非常に高いため、隊員の大半は服役中の戦争犯罪者や重罪を犯して無期懲役か死刑判決を受けた元軍人、亡命軍人、元ゲリラ兵などといった者たちで構成されており、贖罪不問を条件に傭兵として組織している。また、冷戦時代に東側の軍隊で軍務を経験した隊員も多い。そうした経歴もあって個人的戦闘能力に優れており、兵員輸送ヘリからのリペリングなどといった高度な戦闘技術にも長けているのはそのためであることがうかがえるが、ラクーンシティへ投入された部隊は壊滅の憂き目を見ることとなった。なお、ハンクの所属するU.S.S.とはライバル関係に当たる。
ラクーンシティでの作戦では、輸送ヘリによって市中心部へ1個中隊約120名（1個小隊約30名編制の計4個小隊）が投入され（『3』）、他は車両によって陸路で市内へ潜入した（『OB2』）。前者にはカルロス・オリヴェイラ、ミハイル・ヴィクトール、ニコライ・ジノビエフなどが所属し、名目上は市民救出を任務としていた。後者部隊は市民救出というよりも、脱走したU.S.S.隊員ロドリゲスの抹殺や、クリーチャー「ニュクス」の回収などを目的としていた。また、新型ウィルスを開発した女性研究員の救出のために送り込まれた、5名編制の分遣隊も確認できる（『4D-Executer』）。
主な武装はSIG Pro SP2009、M4A1、M16、H&K MP5、H&K PSG1、FIM-92であるが、『4D-Executer』ではM4A1にM203を装着しており、隊員の1人はベネリM3を使用していた。移動手段としての航空機は、AS 332 シュペルピューマおよびUH-60 ブラックホーク、UH-1、『映画』ではアンブレラオスプレイ、Mi-17を使用し、軍用車両としては『OB2』でM1083 MTV、『4D-Executer』ではハンヴィー（ブローニングM2重機関銃搭載）、『RE:3』ではコマンドウ装甲車（非武装）、74式大型トラックに酷似した車両、『劇場版』では防弾仕様の8代目シボレーサバーバンも使用していた。

### U.S.S.
Umbrella Security Service （アンブレラ 保安警察）の略。主に社幹部の警護などを行なうほか、公にはできないような特殊任務にも従事する。ラクーンシティ壊滅事件に際しては、2種の作戦に最大40 - 50人規模の大部隊が投入されているが、生還が確認されたのは2人のみであり、その他の隊員の生還は確認されていない。ラクーンシティの地下研究施設におけるG-ウィルス奪取作戦時には、G-ウィルスを自らに投与してG生物への変異を遂げたウィリアムによってハンク以外のアルファチーム全隊員を殺害されたうえ、全部隊が壊滅する。一方、ラクーンシティの地上研究施設からのB.O.W.輸送任務に際しては、第2分隊隊長ロドリゲスを除いて部隊は離散ないし壊滅している。また、『0』で黄道特急破壊作戦に派遣されたのはデルタチームである。なお、このデルタチームも作戦遂行中にB.O.W.の襲撃を受けて全滅の憂き目に遭ったが、『OR』では新たなメンバーで再構成したデルタチーム（ウルフパック）がアルファチームの援護に送り込まれている。特殊任務に当たっての一般的装備類は、L2A1 (HK417) やステアーAUGをはじめとするイギリス軍のSASの室内突入装備に準じた物が採用されている。

### 掃除屋
『GS』に登場するアンブレラ証拠隠滅部隊の通称。危険度Aプラスクラスの極秘任務において投入される証拠隠滅の専門部隊。隊員は隊長を除く全員がUT-ユニットと呼ばれる特殊なB.O.W.で構成され、アンブレラの幹部社員を含めた全証人の抹殺および関連施設の破壊を担っているという、アンブレラの私兵の中でも特に異彩を放つ部隊。

## アンブレラ・ジャパン
『5』の公式サイトでBSAAの紹介に伴って存在が明かされた、アンブレラの日本法人。代表取締役社長は五十嵐皓貴。また、「アンブレラ・ジャパン株式会社は米国アンブレラ社の100％子会社である」と記載されている。
1984年に東京で株式会社として設立された。当初は本社から輸入した医薬品の販売事業のみを行っていたが、1987年にはアンブレラ日本研究所を設立し、高度なバイオテクノロジーを利用した独自製品の開発を進めていた。しかし、ラクーンシティの惨劇をきっかけとした本社急変による株価暴落や風評被害などを経て、他社に買収されることもなく、2004年3月14日には会社解散となった。

## ネオ・アンブレラ
『6』に登場する組織。
t-ウイルスを作り出したアンブレラの名を冠する、生物兵器の研究機関・テロ組織。総統はエイダ・ウォンを騙るカーラ・ラダメス。
実態はカーラ同様に組織名を騙っているに過ぎず、両者の直接的関係は稀薄で、主に活動上の形式名称でしかない。
中国の研究所にて開発された新型ウイルス「C-ウイルス」を、東欧イドニア共和国の内戦時に極秘で傭兵たちに投入する。それによって新型B.O.W.のジュアヴォを生み出し、その戦闘データを収集していた。また、すでにC-ウイルスの抗体を持っていたアルバート・ウェスカーの息子ジェイク・ミューラーを攫い、彼の血と合成させることによって生成した強化型C-ウイルスをミサイルに搭載し、中国へ発射する。その結果、避難中の市民や避難誘導していた軍隊などが巻き込まれ、蘭祥（ランシャン）にて大規模バイオハザードが発生した。
カーラは東欧イドニア共和国にてバイオテロの鎮静化にあたっていた対バイオテロ組織BSAAの隊員たちを罠にはめ、彼らにC-ウイルスを投与してC-ウイルス変異体のナパドゥに変異させる。また、カーラは自分を利用するだけ利用して捨てたディレック・C・シモンズをひどく憎んでおり、レオンやヘレナとの銃撃戦中のシモンズに背後からC-ウイルスを投与する。その結果、シモンズは変異して何度もレオンやヘレナの前に立ちはだかった。
カーラはシモンズにC-ウイルスを投与した後、車で逃走を図るがクリスとピアーズに追跡され、ビルへ追い込まれる。ビルの屋上にてヘリで逃走しようとするも謎の刺客に撃たれて落下した後、C-ウイルスによって変異してエイダの前に立ちはだかるが、倒されて完全死を迎える。カーラの死亡に伴い、ネオ・アンブレラは消滅した。

## 民間軍事会社『アンブレラ』
『バイオハザード アンブレラコア』に社章が初登場し、『7』にて本格的に登場した新生アンブレラ。会社更生法の適用により、2007年に旧アンブレラの退職者たちが中心となり、対バイオテロ専門の民間軍事会社として創設された。新経営陣には上記の旧アンブレラの「負の遺産」の回収が責務として課せられ、旧アンブレラが残したB.O.W.をはじめ、それらを悪用せんとするバイオテロリストの根絶を目的としている。再建に際し、旧アンブレラが犯した悪行に対する『贖罪』の意識を強調すべく、敢えて忌むべき「アンブレラ」の名を残した一方、旧アンブレラのイメージを払拭すべく、「赤と白の傘」であった社章は「青と白の傘」に変更されている。
『7』で新たな生物兵器開発計画を察知した新生アンブレラはBSAAからクリス・レッドフィールドを指揮官として招聘しており、『7』終盤では彼率いる部隊が新生アンブレラのヘリコプターに搭乗し、イーサン・ウィンターズの救出に現れているほか、DLC『Not A Hero』では事件の重要参考人であるルーカス・ベイカーを追跡し、彼との攻防戦を繰り広げる。また、アルバートが生前に個人的に行なっていたB.O.W.研究成果を基として、対B.O.W.兵器のアルバート.W.モデルシリーズを考案・開発している。これらは対バイオテロ部隊などへの供給を目的として量産が計画されており、そのプロトタイプモデルをクリスらが『7』で使用している。
「バイオハザードヴィレッジ」ではクリスらとの関係は不明だが、社名とロゴが入った回復薬をクリス本人が所持している。

## パラグアス・ライン社
『RV』にて名前のみ登場する会社。特に言及はされていないが、「パラグアス」 (paraguas) はスペイン語で傘を意味しており、同じく傘を意味するアンブレラとの関係が暗示されている。
1980年代後半には「クイーン・ゼノビア」「クイーン・セミラミス」「クイーン・ディード」の大型客船3隻を購入し、動力の変更やキャビンの増設といった内部の大改装を施したうえで世界一周旅行などを行っていた。実際には極秘で船底に研究所を建造して客船を隠れ蓑とした海上研究所を運用しており、アンブレラの崩壊後にはFBCのモルガン・ランズディールによってt-Abyssウィルスが研究されていた。

## 劇場版
『バイオハザード』
ラクーンシティの地下深くに、秘密地下研究所「ハイブ」を所有している。アンブレラの技術力により、ハイブは施設のメインコンピュータであるAI「レッド・クイーン」によって完全に制御され、さらにハイブの所員が地下での勤務にストレスを感じないよう、建物の構造は地上のオフィスビルや研究所などを模しており、窓からは地上のラクーンシティを模した光景が再現され、自動車の走行音なども再現されている。T-ウィルスと抗ウィルス剤の盗難および証拠隠滅を目的としたT-ウィルスの漏出が起きた際、食い止められず、事後に気付いたレッド・クイーンによって滅菌用のハロンガスが所内全体に散布される。しかし、バイオハザードは阻止できず、内部の人間や実験動物のイヌのすべてがT-ウイルスに感染した。その後、調査のために送られたアンブレラの特殊部隊がレッド・クイーンを機能停止させた結果、各所のロックが解除されてゾンビが自由に移動できるようになり、特殊部隊員や彼らに身柄を拘束されて同行していたアリス・アバーナシーたちを襲った。また、この戦闘によってリッカーも解き放たれたために事態はさらに悪化するが、最終的には時限式の防衛システムによってハイブは完全に閉鎖された。閉鎖直後、ハイブの出入口のある「洋館」にアンブレラの科学者たちで構成される防疫部隊が現れてアリスを拘束し、彼女と共にハイブから脱出したマット・アディソンも、リッカーに爪で引っ掻かれた傷口から無数の触手のようなものが出ていたため、「変異したT-ウィルスの感染者」と見なされる。アリスとは別に「ネメシス計画」の実験台として拘束されたマットは、アイザックス博士の実験室へ運ばれていった。なお、次作でマットはアンブレラのB.O.W.「ネメシス」として改造されたことが明らかになる。
『バイオハザードII アポカリプス』
ハイブの再調査の失敗でゾンビやリッカーなどがラクーンシティに現れたため、アンブレラ関係者を最優先とした住民の避難と都市自体の隔離、およびティモシー・ケイン少佐率いる封鎖部隊CSA (Umbrella Corporation Central Security Administration) とカルロス・オリヴェイラ率いるU.B.C.Sが（U.B.C.Sについては使い捨てる目的で）投入されるが、唯一の出入口であるレイベンス・ゲートで住民の1人がゾンビ化したことを受け、ケインによってレイベンス・ゲートは完全封鎖された。住民はCSAの銃撃から逃れるべくラクーンシティ内へ戻らざるを得なくなり、その大半がゾンビ化した。やがて、アリスの行動を受けてネメシスを投入するも決闘を経てマットの自我が蘇ったため、CSAはほぼ全滅させられる。最終的にアンブレラは自社保有の軍用機から核ミサイルを発射してラクーンシティを破壊し、一連の騒動はマスコミへ流出するが、アンブレラの権力と情報操作によってバイオハザードの事実はもみ消され、核ミサイルの爆発も市内の原子力発電所の老朽化した原子炉がチェルノブイリ原子力発電所事故と同様にメルトダウンを起こしたと偽証された。また、自社保有の人工衛星を用いてアリスを支配下に置き、アンブレラを見限ったカルロスたちへの切り札とした。なお、次作の小説版では本作の後日にアリスを遠隔操作し、T-ウィルス開発者のチャールズ・アシュフォードの娘であるアンジェラ・アシュフォードを射殺させたため、アリスはアンブレラへの憎悪を深めている。
『バイオハザードIII』
ラクーンシティへの核ミサイル攻撃でもT-ウィルスの感染は撲滅せず、その影響で近代文明のほとんどが壊滅状態となった世界においても、バイオハザード発生前とほとんど変わりない技術を保持し、企業としての形を保っている数少ない存在となっている。世界各地に支部を有するが、地上が大都市部を中心にゾンビで溢れ返っているため、拠点を地下に移すものの完全ではなく、支部によっては人員などにダメージが出ている模様。また、支部同士は独自のネットワークで結ばれ、全体の方針はウェスカーを議長とする各支部長や幹部からなる委員会によって決定されている。サミュエル・アイザックス博士の発案により、かつてカルロスたちへの切り札としてあえて解き放ったアリス本人に代わり、新たなる段階に達した「アリス計画」で生み出した彼女のクローンから採取した血清を用いてゾンビを飼いならし、労働力や兵士にする計画を進めていたが、アイザックス本人がその産物であるスーパーアンデッドに噛まれてタイラント化したため、計画は失敗する。そして、これによって北米支部も壊滅し、アリスのクローンはすべてオリジナルのアリスによって目覚めさせられた。また、アイザックスがアリスの居場所を突き止めたために人工衛星による遠隔操作を行い、一旦は動きを完全に止めてしまうが、アリスの超能力によって衛星のコントロール装置のメイン回路を焼かれ、再びシステムを稼働させたものの彼女の視界に映る光景を監視することしかできなくなった。
『バイオハザードIV アフターライフ』
前作で北米支部が壊滅したためにウェスカーの意向で東京都渋谷の地下に本部が置かれたが、アリスとそのクローンたちに襲撃されて多大な被害が生じ、ウェスカーの独断で用いられた特殊爆弾によってアリスのクローンたち共々爆破される。また、地上で生き残った人間たちをおびき寄せて実験体として確保すべく、安全圏の都市あるいは船と偽って無線で偽情報を流していた研究用輸送船「アルカディア」を保持しており、最終決戦の舞台となる。なお、東京本部は渋谷スクランブル交差点の真下にヘリポートがあり、路面が扉のように開いて離着陸する仕様になっている。アウトブレイク後も戦力維持できるよう航空燃料や予備パーツ、ミサイルや弾薬、整備道具が保管されているのが見える。施設外観は全体的に王冠に似たデザインである。T-ウィルスの抗原中和剤が保管され警備兵に防衛されている。施設内部もセキュリティーは厳重であり、遠隔操作式防護扉、致死性神経ガス散布装置が設置されている。日本人の社員が多く勤務していることから、公用語は日本語のようで、社員同士が会話をする際や、館内アナウンス等には日本語が用いられ、警備部隊の隊員の戦闘服などには日本語で「アンブレラ社」と赤い文字で記されている。ただし、ウェスカー議長と会話する時のみ、日本人社員も英語を用いている。
警備兵の装備は全身黒色の戦闘服にヘルメット、背中に赤文字で「アンブレラ社」と刺繍されたボディーアーマー、タクティカルベスト、M4カービン、ステアーHS.50、SIG SAUER P226、デザートイーグル、ライオットシールド、車両はハンヴィー、防弾ハマー、高機動車防弾仕様、航空機も1機保有しておりアンブレラオスプレイ（V-22 オスプレイをさらに発展させたような黒塗りのティルトローター機〈現実の機体とは異なり形状がステルス仕様のようである〉）が登場している。
本作ではT-ウィルスやB.O.Wとは異なるアンブレラ独自の技術として核動力が用いられており（本体に放射線マークが印されている）、高エネルギー球体を瞬間発生させて効果範囲内のあらゆる物質と共に消滅させる施設自爆用の特殊爆弾のほか、人間の胸に装着することで薬物を投与して自我や記憶を操作できるデバイス（中央が赤くルビーのように美しく光る蜘蛛型ロボットで、光度で装着者の感情を表示するほか、誤って外れた際には自立稼働して装着者の胸に再度戻る機能を持ち、レッドクイーンが衛星中継で遠隔操作することも可能となっている）が登場する。また、人体に悪影響を与えないコールドスリープカプセルが登場し、その技術力の高さを示している。前作でも登場した人工衛星による監視システムも健在であり、飛行機で移動していたアリスの位置はおろか、彼女が話す言葉まで監視していた。
なお、前作ではラクーンシティのバイオハザードがそこから全世界へ広がったと設定されていたが、本作の冒頭（劇中の現在より4年前）では渋谷スクランブル交差点で1人の女性がゾンビ化して近くにいた男性に噛みつき、それがきっかけで東京もバイオハザードに見舞われたと設定されている。ラクーンシティの存在するアメリカから太平洋を隔てた日本で、彼女がどのようにしてT-ウィルスに感染してゾンビ化したかについては、一切説明されていない。
『バイオハザードV リトリビューション』
前作におけるウェスカーの独走もあって、本作でのアンブレラは従来と異なり、人間ではなくレッド・クイーンが全権を掌握している。このため、レッド・クイーン率いるアンブレラとウェスカー率いる離反グループが敵対関係になっている。
カムチャッカ半島の海溝に設置した広大な実験施設「アンブレラ・プライム」にニューヨークやモスクワなどの区画を再現し、アリスだけでなくカルロスなどのクローンたちに偽の記憶を植え付けて生活させてはB.O.W.を放って襲わせ、実験を進めていた。逃走中のアリスたちが訪れた区画では、製造からまもなくハンガーに吊られた大勢のクローンたちも描かれている。
ドック内にはタイフーン級潜水艦が数隻係留されている。
なお、本作では従来のB.O.W.だけでなくプラーガも開発していたことが明かされている（プラーガ自体の設定はゲームと異なる）。
『バイオハザード: ザ・ファイナル』
アレクサンダー・ローランド・アイザックスとアリシア・マーカスが共同で経営しているという設定になっており、人類排除計画を進めながら、アンブレラの幹部たちで構成される理想郷を創るという目的のもと、活動している。また、各地の生存者がいる地域に向けて部隊を派遣しており、専用として開発した装甲車を主要戦力に使用している。
アリスはラクーンシティのアンブレラ研究所にあるT-ウィルスの抗ウィルス剤を手に入れるために自動車で目的地に向かうが、アンブレラ兵のワイヤートラップに遭い、車は大破する。目の前に放置されたBMW製大型バイクに乗ろうとするが、周囲に潜んでいた小隊に囲まれて後退りしたところをトラップに遭い、逆さ釣りにされてしまう。辛くも敵を撃破してトラップからも脱出し、気を取り直してバイクに乗って走ろうとするが、実はそれはアンブレラの所有物であり、ハンドルの指紋認証に拒否されて流された高圧電流で気絶させられ、やってきた装甲車に囚われてしまう。
後にアリスは自身を捕らえた装甲車の指揮官だったサミュエル・アイザックス（『III』で登場した人物とは別のクローン）の片手を切り落とし、それを使って指紋認証をクリアすると、ようやくバイクを手に入れて装甲車から脱出し、そのままラクーンシティへ向かう。
ラクーンシティには3両が投入され、アリスたちと交戦するが、すべて破壊される。